# آوسکانزوکوس
آوسکانزوکوس (به انگلیسی: AUSCANNZUKUS) کوته‌نوشت سازمان هم‌کنش‌پذیری فرماندهی، کنترل، ارتباطات و رایانه‌ها (سی۴ Command, Control, Communications and Computers (C4)) است که کشورهای آنگلوسفر استرالیا، کانادا، نیوزیلند، بریتانیا، و ایالات متحده آمریکا را در بر می‌گیرد. همچنین به عنوان پیش‌بینی امنیتی کشورهای توافق یوکوسا (که به فایو آیز نیز شناخته می‌شود) بکار می‌رود.

## اهداف، راهبردها، و اصول راهنمایی
دیدگاه، ماموریت، اهداف، راهبردها، اصول راهنمایی‌ها، و ساختار این سازمان در درگاه اطلاعات آوسکانزوکوس، معرفی شده‌اند.

### اهداف
- دستیابی به همرسانی داخلی و فهم دانش سی۴ دریایی
- پدیدآوری محصولات و فرایندهایی برای دستیابی به هم‌کنش‌پذیری سی۴ دریایی
- افزایش همرسانی خارجی و فهم آوسکانزوکوس

### راهبردها
- تعیین استانداردها و سیاست‌گذاری سی۴
- شناسایی نیازهای هم‌کنش‌پذیری سی۴ و ریسک‌های آن
- شناسایی، توسعه، و بکارگیری فناوری‌های نو
- دادوستد اطلاعات درباره توانایی، طرح، و پروژه‌های ملی سی۴
- بهبود آگاهی ملی درباره آوسکانزوکوس
- تمرین، تجربه، و تظاهر به نفوذ، برای ارائه توانایی‌ها
- آگاهی‌دهی و تاثیرگذاری بر نیروی دفاعی چندملیتی

### اصول راهنمایی
- محور همه کارها بر الزامات جنگنده‌های نیروی دریایی است.
- هدف همه ابتکار عمل‌های همرسانی دانش، بر فراهم‌آوری انتخاب‌های خلاقانه‌ای است که برای همه ناوهای آوسکانزوکوس مقرون‌به‌صرفه هستند.
- همه اطلاعات مرتبط، با سازمان‌های مرتبط و با ترکیبی مناسب، همرسانی می‌شود.

## ساختار
ساختار کنونی سازمان آوسکانزوکوس، از هیئت نظارت، کمیته سی۴، و دیگر گروه‌های وابسته به آن تشکیل می‌شود.

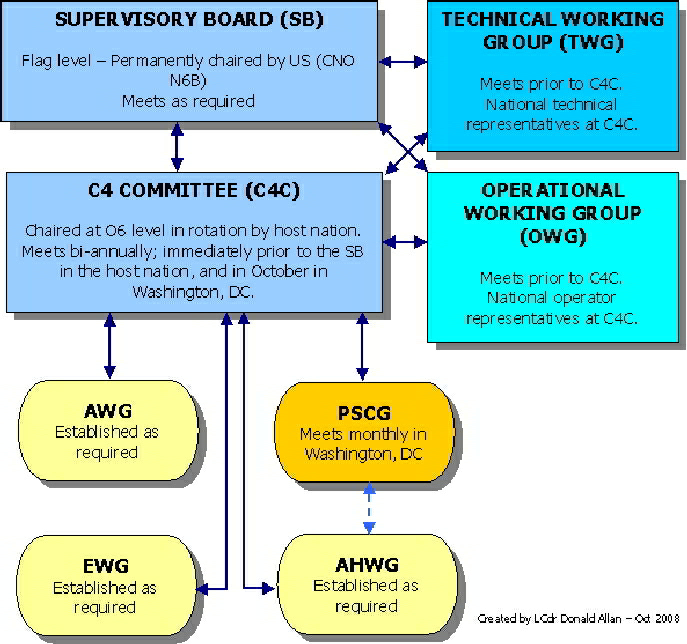
ساختار آوسکانزوکوس

## تاریخچه
در اوایل جنگ جهانی دوم، هم‌کنش‌پذیری ارتباطاتی بین متفقین جنگ جهانی دوم، ضعیف بود. در مارس ۱۹۴۱ نخستین پیشنهادهای سطح بالا برای عملیات ترکیبی ساختاری رسمی بین آمریکا و بریتانیا بررسی شدند. این گفتگوها پیش‌زمینه پیدایش هیئت ارتباطات الکترونیک ترکیبی بودند.
ریشه‌های سازمان آوسکانزوکوس از مذاکره بین دریابد آرلی بورکه از نیروی دریایی ایالات متحده آمریکا و دریابد لرد لوئیس مونتباتن از نیروی دریایی پادشاهی بریتانیا در سال ۱۹۶۰ (میلادی) برمی‌آید. آرمان آنها هماهنگ‌سازی سیاست‌گذاری و پیشگیری (و اگر نشد، کمینه‌سازی) بروز هر مانعی برای هم‌کنش‌پذیری ارتباطات دریایی با معرفی نزدیک‌مدت تجهیزات ارتباطی پیشرفته تازه بود. با پیوستن نیوزیلند به عنوان عضو کامل در سال ۱۹۸۰ (میلادی) آوسکانزوکوس به سازمان پنج ملیتی کنونی تبدیل شد.
گستره کاری این سازمان در چند سال گذشته، بیشتر شده و ماموریت امروز آن، شامل همرسانی علمی گسترده، هم‌کنش‌پذیری سی۴ بین نیروی دریایی پنج ملت می‌شود تا تاثیرگذاری عملیات آنها را بیشتر کند.

## سازمان‌های مرتبط
آوسکانزوکوس، هم‌کنش‌پذیری نزدیکی با گروه‌های مدیریتی هیئت ارتباطات الکترونیکی ترکیبی، در واشینگتن، دی.سی.، ارتش‌های آبکانز، شورای هم‌کنش‌پذیری نیروی هوایی فایو آیز، و برنامه هم‌کنش‌پذیری فنی دارد.